# 天平山景点
天平山景点，位于中国河南省安阳市林州市城郊乡桃源村，该景区主要为山清水秀的自然风光。沿途有从峡谷深处流下来的溪水。进入景区，各个路口都设有路标，可以根据自己兴趣前往欣赏、游览。天平山风景区景点众多，多处景点为天然形成，如怪峰、奇石，后人则根据其千奇百怪的形状加以命名。独特的地势加之自然水源构成了一泻千里的夏日瀑布风光，冬日则是冰山景观。此外有人工附山修建的陡峭天梯、铁索桥和独木桥，也有供游客休息的亭台石座。目前有从林州汽车站直通天平山的的公交车。